# Ingrid Babendererde. Reifeprüfung 1953

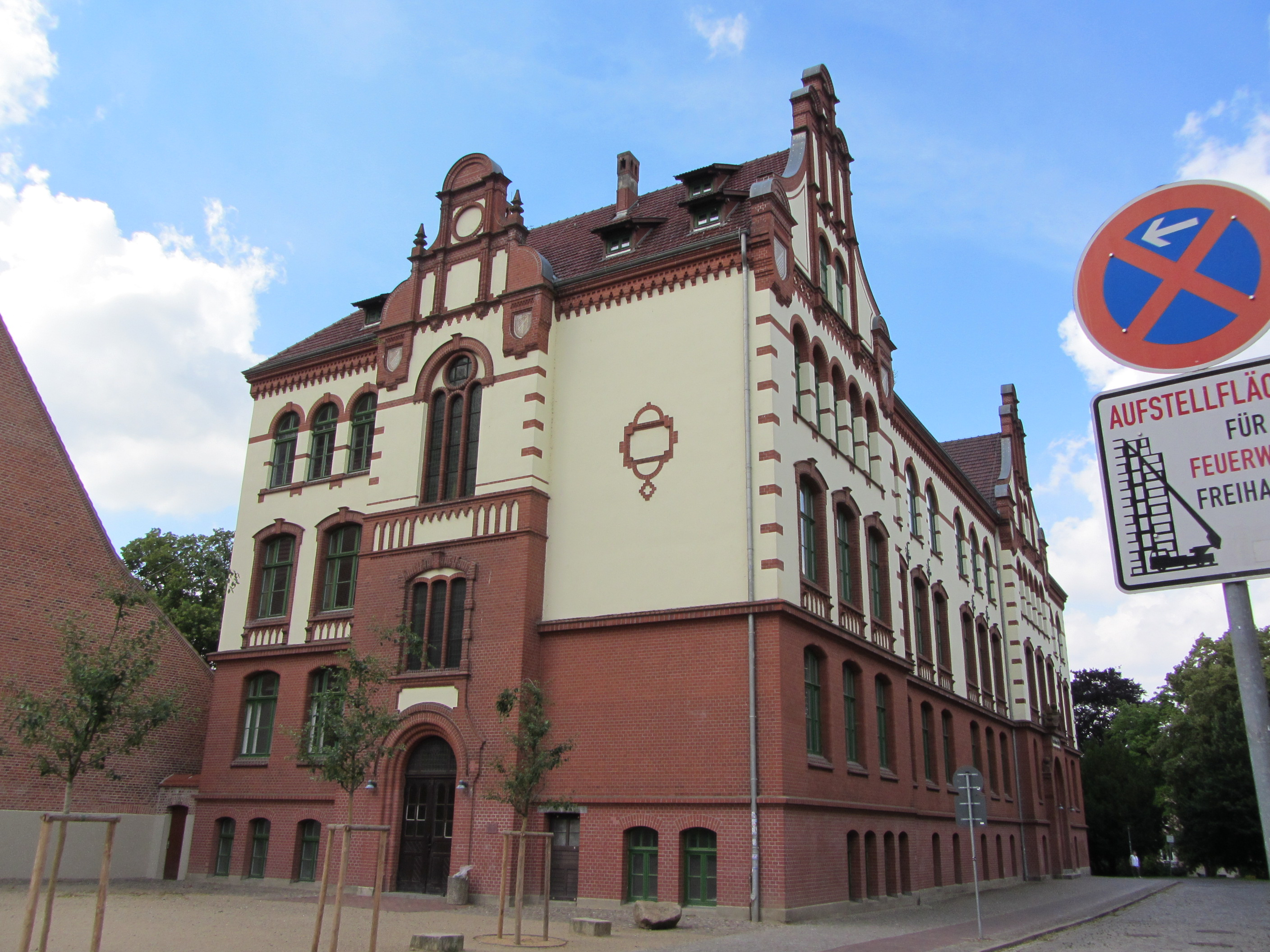
An der John-Brinckman-Oberschule in Güstrow, vermutlich die Vorlage für die Gustav Adolf-Oberschule in Ingrid Babendererde, bestand Uwe Johnson 1952 die Reifeprüfung.

Ingrid Babendererde. Reifeprüfung 1953 ist das Erstlingswerk des Schriftstellers Uwe Johnson, das erst 1985 nach seinem Tod veröffentlicht wurde.

## Einordnung, geschichtlicher Kontext
Die Erstfassung der Erzählung schrieb Johnson schon 1953, aber nach mehreren Verlagsabsagen in Ost (Aufbau Verlag, Carl Hinstorf-Verlag, List Verlag und Mitteldeutscher Verlag) wie West (Suhrkamp) vom Suhrkamp-Verlag erst 1985 aus dem Nachlass publiziert; Johnson starb im Februar 1984.
Ähnlich seinem 1959 veröffentlichten Roman Mutmassungen über Jakob schildert der Autor die Situation der Menschen im geteilten Deutschland in der Zeit des Kalten Krieges und lässt seine Protagonisten über die Möglichkeiten eines undogmatischen, demokratischen Sozialismus diskutieren. Die Handlungen spielen jeweils im Kontext der gescheiterten Reformbemühungen in der DDR und anderen Ostblockstaaten: 17. Juni 1953 und Volksaufstand in Ungarn 1956. In seinem vierbändigen Hauptwerk, den Jahrestagen, welches Figuren und Motive der frühen Romane aufgreift und erweitert, setzt Johnson diese Thematik im New York der Jahre 1967/68 vor dem Hintergrund des Prager Frühlings fort.
Am 5. März 1953 war Stalin gestorben; in der KPdSU hatte ein Triumvirat die Führung übernommen (in dem sich später Chruschtschow durchsetzte).
Bei Gesprächen, die vom 2. bis 4. Juni 1953 dauerten, befahl die Führung der Sowjetunion einer dreiköpfigen Delegation der DDR-Führung (Generalsekretär Ulbricht, Ministerpräsident Grotewohl und Mitglied des Politbüros Fred Oelßner) einen Kurswechsel. In Moskau sah man Indizien, dass ein Volksaufstand kurz bevorstand.
Am 11. Juni wurde der „Neue Kurs“ des Politbüros im Neuen Deutschland, dem Zentralorgan der SED, verkündet. Er wurde in Teilen der Bevölkerung als „Bankrotterklärung der SED-Diktatur“ gedeutet.
Bis dahin hatte das SED-Regime unter Walter Ulbricht (und der von ihm geprägten Formulierung des „planmäßigen Aufbaus des Sozialismus“) eine „Sowjetisierung“ der Gesellschaft und eine Stärkung der Staatsmacht nach sowjetischem Vorbild vorangetrieben. Siehe auch Entstalinisierung#DDR.

## Inhalt
Uwe Johnson beschreibt in Ingrid Babendererde die Geschichte einer Abiturientenklasse in einer fiktiven mecklenburgischen, in den Jahrestagen als Wendisch-Burg bezeichneten Kleinstadt in der DDR. Die Geschehnisse stehen im Zusammenhang mit den Repressionen gegen Kirchenmitglieder und konzentrieren sich vorwiegend auf die Woche vor den Reifeprüfungen. Sie werden ausgelöst durch Elisabeth Rehfelde, ein Mitglied der Jungen Gemeinde, die ihr FDJ-Mitgliedsbuch einem Funktionär vor die Füße wirft, worauf Schulleitung und Parteigremien ein Disziplinarverfahren einleiten und die Schüler zu linientreuer Abstimmung zu verpflichten suchen. Wie in den Mutmassungen repräsentieren die Protagonisten drei typische Haltungen: Direktor Siebmann vertritt die dogmatische Position mit einer klaren Freund-Feind-Polarität: In Zeiten der Bedrohung der DDR durch kapitalistische Aggressoren, die sich der Jungen Gemeinde als Agenten bedienten, müsse jeder Bürger das sozialistische System bedingungslos stützen. Demgegenüber stehen die kritischen Schüler der kirchlichen Jugendorganisation, aber auch die Freundesgruppe Ingrid, Klaus und Jürgen mit ihrem bisher äußerlich mehr oder weniger angepassten Verhalten. Jürgen Petersen versteht prinzipiell Siebmanns Argumente, aber nicht dessen radikale Methode der Bestrafung und der Indoktrinierung. Zum Beispiel fordert der Direktor von Ingrid Babendererde einen Beitrag auf der Schulversammlung gegen die Junge Gemeinde und zwingt sie damit zur Parteinahme. Sie setzt sich jedoch in ihrer das Sozialismusverständnis der SED und des Schulleiters kontrastierenden Rede für individuelle Spielräume und Meinungsfreiheit ein. Ingrid wird daraufhin ebenso wie Elisabeth einen Tag vor dem Abitur der Schule verwiesen. Als Reaktion darauf flieht sie gemeinsam mit ihrem Freund Klaus Niebuhr in den Westen, in „jene Lebensweise, die sie ansehen für die falsche“. Beide bestehen eine Reifeprüfung der besonderen Art.

## Struktur und Erzählform
Der Roman ist in vier Teile mit jeweils einleitenden, kursiv gedruckten Abschnitten über die Flucht der Protagonisten gegliedert. Die Haupthandlung und Informationen zur Vorgeschichte und Biographie der Figuren werden in Rückblicken erzählt, und zwar in der Er-Form mit auktorialen Stilelementen sowie in personaler Erzählform aus verschiedenen, häufig wechselnden Perspektiven: v. a. Ingrids, Klaus’ und Jürgens, aber auch anderer Personen wie Ingrids Mutter, Frau Petersens oder des Lehrers Sedenbohm. In diese Abschnitte eingeschoben sind Dialoge und innere Monologe. Ein weiteres Merkmal ist die in Beziehung zu den Personen und ihren Aktionen stehende Naturmetaphorik.
Gabriele Leupold weist in ihrem Nachwort zu Andrej Platonows Buch „Die Baugrube“ auf den „bürokratischen Nominalstil“ hin, der sich in den Anfangsjahren der Sowjetunion entwickelt und den Platonow in „Die Baugrube“ persiflierend aufgegriffen habe. Dieser Stil bestehe auch im Deutschen. Dessen spezifische Ausprägung in der DDR habe Uwe Johnson in „Ingrid Babendererde“ parodiert. Dies sei zu einer Zeit geschehen, als sich die Sprache seines Staates erst herausgebildet habe und „die DDR als ein Satellitenstaat“ der Sowjetunion „in vielem dem russischen Vorbild“ gefolgt sei. Leupold nennt als Beispiel dafür, wie Uwe Johnson „die offizielle Partei-Rhetorik“ parodiert habe, im Klassenraum hänge „ein Bildnis des Führers der Kommunistischen Partei der Sowjetunion“. Platonow habe freilich noch „üppigere Genitivketten“ gebildet.

## Rezeption

### Bei Erscheinen 1985
Siegfried Unseld rechtfertigt im Nachwort seine, wahrscheinlich für die intellektuelle Szene in der damaligen BRD symptomatische, Ablehnung des Romans (1957): „Sicher waren es außerliterarische Kriterien, die mir den Zugang zum Text versperrten. Die Fremde des Milieus, die vertrackte Provinzialität dieser Kleinstadt, die vielen Textpassagen im Mecklenburgischen Platt […] Nichts anfangen konnte ich auch mit der verschmockten Aufsässigkeit dieser Abiturklasse, mit der Backfischseligkeit der Beziehung von Ingrid zu Klaus, der ‚Ingridspott‘ und die ‚Ingridschönheit‘ waren mir unangenehm, die ganze, so kompliziert geschilderte Geschichte transportierte für mich, der ich in dieser Zeit die großen amerikanischen Erzähler, Thomas Wolfe, Faulkner und Hemingway, entdeckte, mit einem Wort zu wenig Welt. […] ich wehrte mich gegen eine parteiliche Atmosphäre […] und irrtümlich wurde mir diese Darstellung nicht als Kritik des Autors deutlich. Ich wehrte mich auch gegen die Voreingenommenheit der jungen Flüchtlinge, die mit ihren 18 Jahren nach West-Berlin übersiedelten, schon wissend, dass ‚sie umstiegen in jene Lebensweise, die sie ansehen für die falsche‘.“
Nach der posthumen Publikation zeigten Literaturkritiker für die Erstlingsarbeit  mehr Verständnis: „Es ist schlechthin unmöglich, dieses Buch zu lesen, ohne Staunen über soviel Talent […], soviel Heiterkeit. Ohne Bewunderung für soviel politischen Charakter und soviel ironische Genauigkeit.“ (Joachim Kaiser in der Süddeutschen Zeitung). „Es ist schön, dass dieses Buch […] uns kundig macht über die Versuche eines neunzehnjährigen Schreibers, der uns Wissen und Gewissen über eine schlimme Zeit verschafft hat. Uwe Johnson ist ein Schriftsteller, der macht, dass wir nicht vergessen“ (Klaus Podak in der Süddeutschen Zeitung).
Tilman Jens wertete bei der Rezension des Romans im SPIEGEL im Erscheinungsjahr das Buch als „Dokument eines Abschieds und zugleich ein ungestümes Protestbuch, ein Text – der einzige Johnsons –, der ganz und gar in der Gegenwart angesiedelt“ sei, er zeichne ein „bitter-genaues Bild aus der stalinistischen Ära“. Mit dem Aufbruch der beiden Hauptfiguren in den Westen habe Uwe Johnson „gleichsam den eigenen Weg vorgezeichnet. In der literarischen Fiktion die Konsequenzen dieses Bruches durchgespielt. Im Selbstexperiment jene Schmerzen erzeugt, die ihn ein Leben lang umtrieben und sein Werk maßgeblich bestimmen sollten.“ Jens hält die Entscheidung Suhrkamps, den Roman abzulehnen, für richtig und betont, neben dem kühnen Stil, der „abrupte[n] Wechsel der Erzählperspektiven“ und „gekonnte[n] Persiflagen der DDR-Parteiamtssprache“ gäbe es auch „altertümelnde[n] Kitsch“ und „manieristische[n] Schwulst“. Der Autor sei „noch auf der Suche nach seinem eigenen Stil“ gewesen. Das Erscheinen des Buches im Jahr 1985 sei richtig gewesen, es sei das Fundament der späteren Bücher Uwe Johnsons.

### Spätere Bewertung
In der Zeit rühmt Jan Brandt in einem Aufsatz vom Juli 2014 anlässlich des 80. Geburtstages von Uwe Johnson den Anfang von Ingrid Babendererde und von Mutmaßungen über Jakob: „Die Worte markieren den radikalen Gegenentwurf eines jungen, im Osten aufgewachsenen Autors zur DDR-Propaganda und zur staatlichen Kunstdoktrin, dem Sozialistischen Realismus. Mehr noch: Sie kennzeichnen eine Wirklichkeitsbeschreibung, die immer wieder nach Gegendarstellungen verlangt, nach neuen Perspektiven – egal welche Ideologien gerade vorherrschen.“ Jan Brandt betont, es lohne sich „den radikalsten deutschen Nachkriegsautor jetzt wieder zu lesen“.

### Dramatisierung im Volkstheater Rostock 2014
Im Herbst 2014 eröffnete das Volkstheater Rostock die Saison mit einer Bühnenfassung des Johnsonschen Werkes von Holger Teschke, die Jens Fischer als „geschickt komprimierend“ und vom Premierenpublikum bejubelt beschrieb. Dabei habe die Zeitchronik der frühen 1950er Jahre im Vordergrund gestanden. Als das Volkstheater Rostock damit in Baden/Aargau gastierte, schrieb das Badener Tageblatt von einer bühnentauglichen Bändigung des Romans.

## Ausgaben
Erstausgabe
Ingrid Babendererde. Reifeprüfung 1953. Mit einem Nachwort von Siegfried Unseld, Erste Auflage 1985, Suhrkamp, Frankfurt am Main 1985
Spätere Ausgaben
- Ingrid Babendererde. Reifeprüfung 1953, mit einem Nachwort von Siegfried Unseld, edition suhrkamp 1817, Taschenbuch, 272 Seiten, Suhrkamp, Frankfurt am Main 1992, ISBN 978-3-518-11817-7
- Ingrid Babendererde. Reifeprüfung 1953, Text und Kommentar, Suhrkamp BasisBibliothek 144, Taschenbuch, 310 Seiten, Suhrkamp, ISBN 978-3-518-18944-3 – Verlagsankündigung mit dem Zusatz: Erscheinungstermin unbestimmt[17]

## Weiteres
Eine von Michael Sommer realisierte gut zehnminütige Zusammenfassung des Inhalts gibt es auf Youtube in der Reihe Sommers Weltliteratur to go.